# Mésoparasite
Un mésoparasite est un parasite localisé dans une cavité de l'hôte communiquant avec l'extérieur comme dans le tube digestif (ténia par exemple). La limite entre endoparasite et mésoparasite est parfois floue (comme pour le cas des cavités branchiales).